# 汉斯·比耶鲁姆
汉斯·比耶鲁姆（丹麥語：Hans Bjerrum，1899年9月8日—1979年5月10日），丹麦前男子曲棍球运动员。他曾代表丹麦国家队参加1920年夏季奥林匹克运动会曲棍球比赛，获得一枚银牌。